# Franco Lolli (scénographe)
Pour les articles homonymes, voir Franco Lolli.
Franco Lolli, né à Lazise, en Vénétie, le 24 mars 1910 et mort à Rome le 21 mars 1966, est un scénographe italien travaillant tant pour le cinéma que pour le théâtre.

## Filmographie

### Comme directeur artistique, chef décorateur, décorateur de plateau ou au département artistique
- 1946 : Un giorno nella vita d'Alessandro Blasetti
- 1946 : Felicità perduta de Filippo Walter Ratti
- 1948 : Guerra alla guerra de Romolo Marcellini
- 1949 : Fabiola d'Alessandro Blasetti
- 1950 : Les Derniers Jours de Pompéi de Marcel L'Herbier
- 1950 : La Beauté du diable de René Clair
- 1951 : Senza bandiera de Lionello De Felice (décorateur d'intérieur)
- 1951 : Les hommes ne regardent pas le ciel (Gli uomini non guardano il cielo) d'Umberto Scarpelli
- 1952 : Heureuse Époque d'Alessandro Blasetti
- 1952 : Cani e gatti de Leonardo De Mitri
- 1953 : Fanciulle di lusso de Bernard Vorhaus
- 1953 : Spartacus  (Spartaco) de Riccardo Freda
- 1953 : Fermi tutti... arrivo io! de Sergio Grieco
- 1953 : L'età dell'amore de Lionello De Felice
- 1953 : Non è mai troppo tardi de Filippo Walter Ratti
- 1954 : I tre ladri de Lionello De Felice
- 1955 : Bella non piangere! de Dario Carbonari et Duilio Coletti
- 1954 : Cento anni d'amore de Lionello De Felice
- 1955 : Chéri-Bibi de Marcello Pagliero
- 1954 : Cose da pazzi de Georg Wilhelm Pabst
- 1954 : Divisione Folgore de Duilio Coletti
- 1954 : Teodora, imperatrice di Bisanzio de Riccardo Freda
- 1954 : Secrets d'alcôve de Gianni Franciolini (épisode Il divorzio)
- 1954 : Napoli è sempre Napoli d'Armando Fizzarotti
- 1954 : Rigoletto e la sua tragedia de Flavio Calzavara
- 1955 : Amici per la pelle de Franco Rossi
- 1955 : Bravissimo de Luigi Filippo D'Amico
- 1955 : Motivo in maschera de Stefano Canzio
- 1955 : Piccola posta de Steno
- 1955 : Un po' di cielo de Giorgio Moser
- 1956 : Moglie e buoi de Leonardo De Mitri
- 1956 : Londra chiama Polo Nord de Duilio Coletti
- 1957 : Suor Letizia de Mario Camerini
- 1957 : Il cocco di mamma de Mauro Morassi
- 1958 : Le ciel brûle (Il cielo brucia) de Giuseppe Masini
- 1957 : El Alamein de Guido Malatesta
- 1958 : La congiura dei Borgia d'Antonio Racioppi
- 1958 : Pezzo, capopezzo e capitano de Wolfgang Staudte
- 1958 : Il cavaliere senza terra de Giacomo Gentilomo
- 1959 : Il raccomandato di ferro de Marcello Baldi
- 1959 : Papa est amoureux (Tutti innamorati) de Giuseppe Orlandini
- 1959 : L'Archer noir (L'arciere nero) de Piero Pierotti
- 1959 : Les Loups dans l'abîme (Lupi nell'abisso) de Silvio Amadio
- 1959 : Juke-box, urli d'amore de Mauro Morassi
- 1960 : Messaline (Messalina, Venere imperatrice) de Vittorio Cottafavi
- 1960 : Ces sacrées Romaines (I baccanali di Tiberio) de Giorgio Simonelli
- 1960 : Le Dernier Train de Shanghai (Apocalisse sul Fiume Giallo) de Renzo Merusi
- 1960 : Salammbô de Sergio Grieco
- 1960 : Uomini e nobiluomini de Giorgio Bianchi
- 1960 : Petites Femmes et Haute Finance (Anonima cocottes) de Camillo Mastrocinque
- 1960 : Les Adolescentes ( (I dolci inganni) ) d'Alberto Lattuada
- 1960 : Le Géant de Thessalie (I giganti della Tessaglia) de Riccardo Freda
- 1960 : L'Esclave de Rome (La schiava di Roma) de Sergio Grieco
- 1960 : La Vengeance d'Hercule (La vendetta di Ercole) de Vittorio Cottafavi
- 1960 : Un dollaro di fifa de Giorgio Simonelli
- 1960 : Chi si ferma è perduto de Sergio Corbucci
- 1960 : Constantin le Grand (Costantino il Grande) de Lionello De Felice
- 1961 : Hercule contre les vampires (Ercole al centro della terra) de Mario Bava
- 1961 : Hercule à la conquête de l'Atlantide (Ercole alla conquista di Atlantide) de Vittorio Cottafavi
- 1961 : Les Trois Magnifiques (I magnifici tre) de Giorgio Simonelli
- 1961 : I soliti rapinatori a Milano de Giulio Petroni
- 1961 : Maciste, l'homme le plus fort du monde (Maciste l'uomo più forte del mondo) d'Antonio Leonviola
- 1963 : Carmen 63 (Carmen di Trastevere) de Carmine Gallone
- 1962 : Deux contre tous (Due contro tutti) d'Alberto De Martino et Antonio Momplet
- 1963 : Sémiramis, déesse de l'Orient (Io Semiramide) de Primo Zeglio
- 1962 : Le Mercenaire (La congiura dei dieci) d'Étienne Périer et Baccio Bandini
- 1962 : La monaca di Monza de Carmine Gallone
- 1962 : Foudres sur Babylone (Le sette folgori di Assur) de Silvio Amadio
- 1962 : Un dimanche d'été (Una domenica d'estate) de Giulio Petroni
- 1963 : I promessi sposi de Mario Maffei
- 1963 : Persée l'invincible (Perseo l'invincibile) d'Alberto De Martino
- 1963 : Ce monde interdit (|Questo mondo proibito) de Fabrizio Gabella
- 1963 : Sexy che scotta de Franco Macchi
- 1963 : Vino, whisky e acqua salata de Mario Amendola
- 1964 : Deux Corniauds contre Cosa Nostra (I due mafiosi) de Giorgio Simonelli
- 1964 : Les Héros de l'Ouest (Gli eroi del West) de Steno
- 1965 : Opération Lotus bleu (Agente 077 missione Bloody Mary) de Sergio Grieco

### Comme acteur
- 1952 : Les hommes ne regardent pas le ciel d'Umberto Scarpelli
- 1960 : Les Adolescentes (I dolci inganni)
- 1960 : Petites Femmes et Haute Finance (Anonima cocottes)